# Brachystele
Brachystele es un género de orquídeas de hábito terrestre. Tiene 21 especies. Es originario de México y se extiende por América tropical.

## Descripción
Son pequeñas plantas, de tierra o pastizales sin pseudobulbos, con raíces carnosas, fasciculadas y en el rizoma corto, el cual es el responsable de la supervivencia de la planta en caso de incendio.  Unas cuantas hojas basales herbáceas, pecioladas, con las inflorescencias formando una roseta. Tienen las flores, pequeñas, pubescentes en el exterior y de color verde amarillento o blancuzco internamente, con el labio corto y ancho. 

## Distribución y hábitat
Conforman este género  veintiún especies, similar a Sauroglossum y Odontorrhynchus, distribuidos en tres áreas distintas, en el norte desde el este de México hasta el estado brasileño de Pará, también en Bolivia oriental y Chile norte y Bahía Sur en Uruguay y el norte de Argentina, desde el nivel del mar hasta los 2300 metros, en una amplia variedad de hábitats, por lo general en lugares soleados, prados secos y rocosos, sin perjuicio de que ocurran incendios ocasionales, sino también en los bosques tropicales y en áreas abiertas.

## Taxonomía
Fue publicado por Schlechter en Beihefte zum Botanischen Centralblatt 37(2): 370, en 1920.  Su especie tipo fue designado por Cabrera como Brachystele unilateralis (Poir.) Schltr. en DAGI publicaciones Técnicas 1: 16, en 1842, antes conocida como Ophrys unilateralis Poir.
Etimología
El nombre del género proviene del griego brachys, corto, y estele, en la columna, en referencia al formato de la columna de sus flores.

## Especies deBrachystele
- Brachystele arechavaletae (Kraenzl.) Schltr. (1920)
- Brachystele bicrinita Szlach. (1996)
- Brachystele bracteosa (Lindl.) Schltr.  (1920)
- Brachystele burkartii M.N.Correa (1953)
- Brachystele camporum (Lindl.) Schltr. (1920)
- Brachystele chlorops (Rchb.f.) Schltr. (1920)
- Brachystele cyclochila (Kraenzl.) Schltr.  (1920)
- Brachystele delicatula (Kraenzl.) Schltr.  (1920)
- Brachystele dilatata (Lindl.) Schltr.  (1920)
- Brachystele guayanensis (Lindl.) Schltr.  (1920)
- Brachystele luzmariana Szlach. & R.González (1998)
- Brachystele maasii Szlach.  (1996)
- Brachystele oxyanthos Szlach.  (1996)
- Brachystele pappulosa Szlach.  (1996)
- Brachystele pedicellata (Cogn.) Garay (1982)
- Brachystele scabrilingua Szlach.  (1993)
- Brachystele subfiliformis (Cogn.) Schltr.  (1920)
- Brachystele tamayoana Szlach.  (2004)
- Brachystele unilateralis (Poir.) Schltr.  (1920) - especie tipo
- Brachystele waldemarii Szlach.  (1996)
- Brachystele widgrenii (Rchb.f.) Schltr.  (1926)